# René Dereuddre
René Dereuddre (Bully-les-Mines, 1930. június 22. – Le Mans, 2008. április 16.) francia válogatott labdarúgó, edző.

## Sikerei, díjai
- Toulouse
  - Francia kupa 1956-57